# Believe (dišava)
Believe je ženska dišava Elizabeth Arden. To je tudi peta dišava Britney Spears, ki je v trgovinah izšla 24. septembra 2007. Dišavo sestavljajo vonjave eksotičnega sadja, kot so guava ter mandarina in vonjave lipe, jantarja in pačulijev. Darilni set je vključeval:
- 50 mililitrsko stekleničko s parfumom
- 100 mililitrski lotion za telo »Feeling Is Believing«
- Lotion za telo »Let Your Light Shine«

## Kontroverznost blagovne znamke
Avgusta 2007 je blagovna znamka nelegalno izdala kopijo logotipa dišave na majicah, ki so jih darovali neki vancouverski dobrodelni organizaciji, Mondonation. V oglasu podjetja Elizabeth Arden so uporabili tudi originalno oznako organizacije Mondonation, ki so jo uporabljali že vse od leta 2005, vključno z edinstvenimi barvnimi kombinacijami in raznimi tipografskimi značilnostmi. Kasneje so jih v pismih in s kampanjo obtožili »oblikovalnega plagiatorstva«. V članku Fione Anderson, objavljenem v časopisu Vancouver Sun so razkrili, da se je Elizabeth Arden odzvala na pismo ter kampanjo, in sicer tako, da je vzpostavila stik z organizacijo Mondonation in da so težave rešili
Organizacija Mondonation je majice z logotipom »I Believe« še naprej prodajala in zaslužek darovala dobrodelnim organizacijam, ki se borijo za varovanje okolja ter etično in družbeno ozaveščanje.

## Litertura
1. ↑  http://shop.elizabetharden.com/product/index.jsp?productId=3057157&cp=2838387.2838420 Arhivirano 2011-07-10 na Wayback Machine. (angleško)
2. 1 2  http://www.mondonation.com/?a=news&nid=32 (angleško)
3. ↑  http://www.mondonation.com/?a=about (angleško)